# Dar Ben Abdellah
Pour les articles homonymes, voir Ben Abdellah.
Ne doit pas être confondu avec Dar Ben Abdallah.
Dar Ben Abdellah est une commune de la wilaya de Relizane en Algérie.Sa population est d'environ 4711 hab (2015), vivant sur une superficie de 109.47 km²

## Géographie

### Informations géographique
1. Coordonnéesgéographiques
  1. Latitude: 35.701,Longitude: 0.68719
  2. 35° 42′ 4″ Nord, 0° 41′ 14″ Est
2. Altitude
  1. Minimale 265 m, Maximale 265 m, Moyenne 265 m

### Situation
| Relizane              | Zemmora          | Zemmora |
| Sidi M'Hamed Benaouda | Dar Ben Abdellah | Mendes  |
| Sidi M'Hamed Benaouda | Sidi Lazreg      | Mendes  |

### Climat
Le Dar Ben Abdellah connait un climat méditerranéen. Les étés sont chauds et secs et les hiver sont froids. La température moyenne annuelle pour la Dar Ben Abdellah est de 24°C degrés et il y tombe 242 mm de pluie chauqe année. Il fait sec pendant 246 jours par an en moyenne avec un taux d'humidité estimé à 57% et un indice UV à 5.

## Histoire
Lieu-dit de la commune mixte de Zemmora, sur lequel aurait dû être construit un centre de population nommé Bugeaudville, selon un projet de 1852, resté sans suite.
Douar issu du territoire des Ouled Sidi Yahia délimité par décret du 25 septembre 1869 et constitué en un seul douar. Il est érigé en commune par arrêté du 4 décembre 1956, dans le département de Mostaganem.

## Démographie
| 1975  | 2000  | 2010  | 2015  |
| ----- | ----- | ----- | ----- |
| 2 158 | 3 298 | 3 742 | 4 711 |

|                       | 1975       | 2000       | 2010       | 2015       |
| --------------------- | ---------- | ---------- | ---------- | ---------- |
| Densité de population | 18,3 / km² | 28,0 / km² | 31,7 / km² | 40,0 / km² |

## Lieux-dits, quartiers et hameaux
En 1984, la commune de Dar Ben Abdellah est constituée à partir des lieux-dits et localités suivants :
- Dar Ben Abdellah
- Ababsa
- Ouled elbey
- Oueld kadour
- Sghairia elkbar
- Sghairia sghar
- Laghoual
- Ndadra.Adjaimia
- Khoualdia
- Aouamria.Netatha
- Ouled El Arbi
- Chouaibia el kbar
- Chouaibia sghar.
- Sidi yahia
- Ouled Bakhada
- benainia
- Kradib
- Khoudem.
- Souaria.
- Touahria.
- Ouled Menaouar
- Ouled bouchassoune
- mefalhia.
- Djoualia.
- Bekhairia

## Environnement

### Les forêts
La commune de Dar Ben Abdellah comprend de nombreuses forêts dont la plus importante est la forêt de Sidi Abdel Aziz, affiliée à la forêt d'Ouled Sidi Yahia. Sa superficie est de 891 hectares. Il se caractérise par la diversité biologique Elle se caractérise par la diversité biologique. La forêt comprend environ 103 espèces appartenant à 39 familles végétales. En termes d'espèces biologiques, les phanérophytes sont les plus dominantes. Ceci est certainement lié à la structure pré-forestière de nos formations végétales.
Les thérophytes arrivent en deuxième position et présentent un intérêt particulier car ils indiquent une dégradation de l'environnement. Bio géographiquement, la flore est très diversifiée, dominée par les espèces méditerranéennes à hauteur de 51 %. Le taux d'endémisme est de 3% en présence d'Ebenus pinnata L., Ephedra altissima Desf. et Linum corymbiferum ssp. corymbiferum Martinez), qui nécessite des mesures de protection particulières.

## Transport

### Les routes
- W14[8].
- N23[9].

## Personnalités nées ou liées à  Dar Ben Abdellah
- Sidi Mhamed Benaouda
- Sidi Lazreg Belhadj